# Международная федерация покера
Междунаро́дная федера́ция по́кера (англ. International Federation of Poker, сокращённо IFP) — некоммерческая организация, цель которой заключается в том, чтобы быть «глобальным руководящих органом покера». IFP создана как юридическое лицо в соответствии со статьями 60-79 швейцарского Гражданского кодекса. Штаб-квартира Международной федерации покера находится в Лозанне.
Целью IFP является содействие развитию покера по всему миру, обеспечить его признание как интеллектуального вида спорта, который построен на психологии и стратегическом мышлении, также, чтобы люди играли в покер без дискриминации по признаку расы, пола и вероисповедания. Международная федерация покера входит в состав Международной ассоциации интеллектуального спорта.

## История
IFP основана 29 апреля 2009 года, является международной спортивной федерацией и признаётся Спортивным арбитражным судом.